# 캔디 달링
캔디 달링(Candy Darling, 1944년 11월 24일 ~ 1974년 3월 21일)은 미국의 트랜스젠더 배우이다. 앤디 워홀의 뮤즈와 트랜스젠더 아이콘으로서 잘 알려져있다.

## 출연 작품

### 영화
- 뷰티 달링 (2010년)
- 코켓츠 (2002년) - 자료화면으로 출연
- 위민 인 리볼트 (1971)
- 플래쉬 (1968)